# Ahvenjärvi (Gällivare socken, Lappland, 747250-174362)
Ahvenjärvi är en sjö i Gällivare kommun i Lappland och ingår i Kalixälvens huvudavrinningsområde. Sjön har en area på 0,0807 kvadratkilometer och ligger 337,1 meter över havet. Ahvenjärvi ligger i Torne och Kalix älvsystem Natura 2000-område.

## Delavrinningsområde
Ahvenjärvi ingår i det delavrinningsområde (746599-175129) som SMHI kallar för Ovan Kesäsjoki. Medelhöjden är 286 meter över havet och ytan är 22,8 kvadratkilometer. Räknas de 63 avrinningsområdena uppströms in blir den ackumulerade arean 467,99 kvadratkilometer. Ängesån (Vettasjoki) som avvattnar avrinningsområdet har biflödesordning 3, vilket innebär att vattnet flödar genom totalt 3 vattendrag innan det når havet efter 193 kilometer. Avrinningsområdet består mestadels av skog (76 procent) och sankmarker (14 procent). Avrinningsområdet har 0,08 kvadratkilometer vattenytor vilket ger det en sjöprocent på 0,4 procent. Bebyggelsen i området täcker en yta av 0,72 kvadratkilometer eller 3 procent av avrinningsområdet.